# Beau Bridges

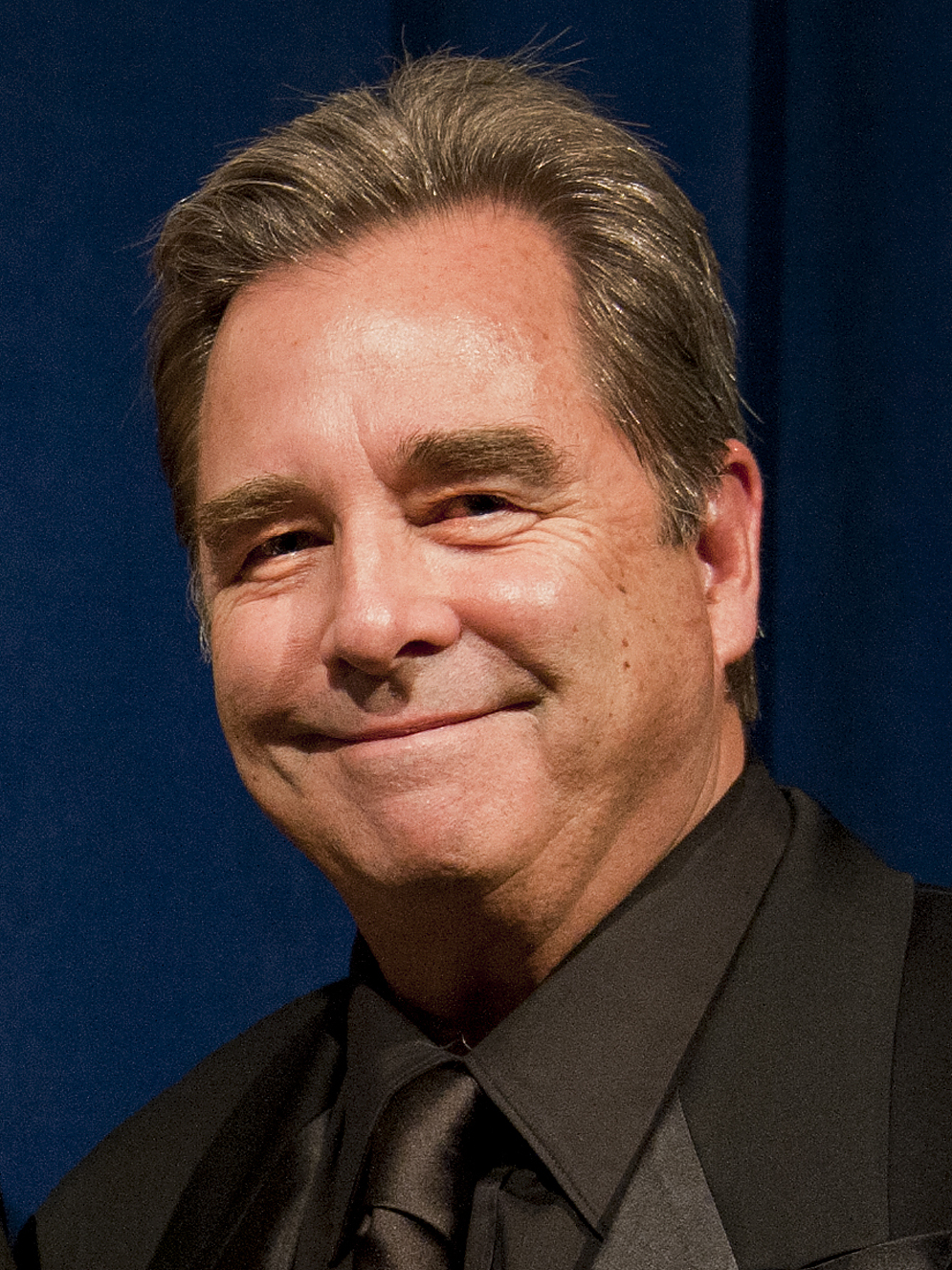
Beau Bridges (2011)

Beau Bridges (* 9. Dezember 1941 in Hollywood, Los Angeles, Kalifornien; eigentlich Lloyd Vernet Bridges III) ist ein US-amerikanischer Schauspieler. Er wurde besonders durch seine Filmrollen in den 1970er- und 1980er-Jahren bekannt.

## Leben
Beau Bridges ist der Sohn des Schauspieler-Ehepaars Lloyd Bridges und Dorothy Bridges (geborene Simpson), die auch Dichterin war. Beau ist auch der ältere Bruder des Schauspielers Jeff Bridges und der Schwester Lucinda, genannt Cindy. Seine ersten Rollen übernahm er bereits als Kind in den 1940er Jahren. So war sein Weg bereits früh vorgezeichnet. Als Student spielte er Basketball in der Collegeliga und war auf dem Weg zum Profi-Basketballer, doch zugunsten der Schauspielerei verzichtete er auf eine weitere Sportkarriere. 
1967 spielte Bridges mit The Incident seine erste Hauptrolle in einem Film. In den 1970er- und 1980er-Jahren spielte er Hauptrollen oder profilierte Nebenrollen in zahlreichen Spielfilmen. Eine seiner bekanntesten Rollen spielte er 1989 an der Seite seines Bruders Jeff in Die fabelhaften Baker Boys von Steve Kloves.
Bridges erhielt verschiedene Fernsehpreise, darunter dreimal den Emmy und zwei Mal einen Golden Globe Award für seine Fernsehrollen. Von 2005 bis 2007 gehörte er zum regulären Cast der Science-Fiction-Serie Stargate SG-1 und wurde damit auch einem breiten Publikum abseits der Filmrollen bekannt. Ebenso spielte er auch in der US-amerikanischen Geheimdienst-Serie The Agency – Im Fadenkreuz der C.I.A. als Direktor der CIA mit. Außerdem spielte er von 2005 bis 2009 Carl Hickey, den Vater des „Taugenichts“ Earl Hickey, in der US-Sitcom My Name Is Earl. 2009 erhielt Bridges für seinen Gastauftritt als Eli Scruggs in der Episode The Best Thing That Ever Could Have Happened der Serie Desperate Housewives seine zwölfte Emmy-Nominierung.

## Persönliches
Beau Bridges ist seit 1984 in zweiter Ehe verheiratet und Vater von fünf Kindern aus seinen zwei Ehen, darunter sein Sohn Jordan aus erster Ehe, der ebenfalls Schauspieler ist.

## Filmografie (Auswahl)
- 1948: Eine Frau zuviel (No Minor Vices)
- 1948: Die Macht des Bösen (Force of Evil)
- 1949: Gabilan, mein bester Freund (The Red Pony)
- 1949: Zamba, der Schrecken des Urwaldes (Zamba)
- 1951: Auf Bewährung freigelassen (The Company She Keeps)
- 1961: Frühreife Generation (The Explosive Generation)
- 1962–1963: The Lloyd Bridges Show (Fernsehserie, 2 Folgen)
- 1965: Village of the Giants
- 1966–1967: Auf der Flucht (The Fugitive, Fernsehserie, 2 Folgen)
- 1967: Bonanza (Fernsehserie, Folge 8x17)
- 1967: Incident (The Incident)
- 1967–1986: Disneyland (Fernsehserie, 5 Folgen)
- 1968: Liebling (For Love of Ivy)
- 1969: Gaily, Gaily
- 1970: Der Hausbesitzer (The Landlord)
- 1970: Ihre Chance war gleich Null (Adam’s Woman)
- 1972: Hammersmith ist raus (Hammersmith Is Out)
- 1972: Child’s Play
- 1973: Zwei auf krumme Tour (Your Three Minutes Are Up)
- 1974: Aus Liebe zu Molly (Lovin’ Molly)
- 1975: Die Kehrseite der Medaille (The Other Side of the Mountain)
- 1976: Zwei Minuten Warnung (Two-Minute Warning)
- 1976: Geheimnis der Libelle (Dragonfly)
- 1976: Der scharlachrote Pirat (Swashbuckler)
- 1977: Stock Car Race – Höllenjagd auf heißen Pisten (Greased Lightning)
- 1979: Das Geheimnis der eisernen Maske (The 5th Musketeer)
- 1979: Norma Rae – Eine Frau steht ihren Mann (Norma Rae)
- 1979: The Runner Stumbles
- 1982: Mit dem Wind nach Westen (Night Crossing)
- 1982: Zeugin der Anklage (Witness for the Prosecution, Fernsehfilm)
- 1983: … und wenn der letzte Reifen platzt (Heart Like a Wheel)
- 1984: Hotel New Hampshire (The Hotel New Hampshire)
- 1985: Unglaubliche Geschichten (Fernsehserie, Folge Verliebt in die Kunst)
- 1985: Alice im Wunderland (Alice in Wonderland, Fernsehfilm)
- 1987: Die Top Cops (The Wild Pair)
- 1987: The Killing Time
- 1988: Sieben Stunden Angst (Seven Hours to Judgement)
- 1989: The Iron Triangle
- 1989: Die fabelhaften Baker Boys (The Fabulous Baker Boys)
- 1989: Signs of Life
- 1989: Joy Stick Heroes (The Wizard)
- 1990: Die Erbschleicher (Daddy’s Dyin’… Who’s Got the Will?)
- 1991: Dinner für Sechs – Woodstock meets Wallstreet (Married to It)
- 1991: Geschichten aus der Gruft (Tales from the Crypt, Fernsehserie, Folge 3x04)
- 1991: Wilde Sehnsucht (Wildflower, Fernsehfilm)
- 1992: Sidekicks
- 1993–1994: Go West (Harts of the West, Fernsehserie, 15 Folgen)
- 1995: Kissinger und Nixon (Kissinger and Nixon)
- 1995: Outer Limits – Die unbekannte Dimension (The Outer Limits, Fernsehserie, Folge 1x01 Sandkings)
- 1996: Zwischen den Welten (Hidden in America, Fernsehfilm)
- 1996: Jerry Maguire – Spiel des Lebens (Jerry Maguire)
- 1997: Defenders – Die Vergeltung (The Defenders: Payback, Fernsehfilm)
- 1997: Die Kriegsmacher (The Second Civil War, Fernsehfilm)
- 1998: Die Defenders 2 – Macht des Bösen (The Defenders: Choice Of Evils, Fernsehfilm)
- 1998: Defenders 3 – Gegen das Gesetz (The Defenders: Taking The First, Fernsehfilm)
- 1999: P.T. Barnum (Fernsehfilm)
- 1999: Wer Sturm sät (Inherit the Wind, Fernsehfilm)
- 2000: Sordid Lives
- 2000: Meeting Daddy
- 2000: Der Flug der Rentiere (The Christmas Secret, Fernsehfilm)
- 2001: Die Unicorn und der Aufstand der Elfen (Voyage of the Unicorn, Fernsehfilm)
- 2001–2003: The Agency – Im Fadenkreuz der C.I.A. (The Agency, Fernsehserie, 32 Folgen)
- 2004: 10.5 – Die Erde bebt (10.5, Fernsehfilm)
- 2005: The Ballad of Jack and Rose
- 2005–2006: Stargate Atlantis (Stargate: Atlantis, Fernsehserie, 5 Folgen)
- 2005–2007: Stargate – Kommando SG-1 (Stargate SG-1, Fernsehserie, 40 Folgen)
- 2005–2008: My Name Is Earl (Fernsehserie, 7 Folgen)
- 2006: I-See-You.Com
- 2006: The Good German – In den Ruinen von Berlin (The Good German)
- 2006: 10.5 – Apokalypse (10.5: Apocalypse, Fernsehfilm)
- 2007: Der Feind in Dir (Spinning Into Butter)
- 2008: Stargate: The Ark of Truth – Die Quelle der Wahrheit (Stargate: The Ark of Truth)
- 2008: Stargate: Continuum
- 2008: Max Payne
- 2008: Von Bollywood nach Hollywood (Americanizing Shelley)
- 2009: Don’t Fade Away
- 2009: Desperate Housewives (Fernsehserie, Folge 5x13 The Best Thing That Ever Could Have Happened)
- 2009: The Closer (Fernsehserie, Folge 5x14 Make Over)
- 2010: My Girlfriend’s Boyfriend
- 2010: Free Willy – Rettung aus der Piratenbucht (Free Willy: Escape from Pirate’s Cove)
- 2011: Brothers & Sisters (Fernsehserie, 5 Folgen)
- 2011: The Descendants – Familie und andere Angelegenheiten (The Descendants)
- 2011–2012: White Collar (Fernsehserie, 3 Folgen)
- 2012: Hit and Run (Film)
- 2012: Columbus Circle
- 2012: Eden
- 2013: The Goodwin Games (Fernsehserie, 4 Folgen)
- 2013–2014: The Millers (Fernsehserie, 29 Folgen)
- 2013–2016: Masters of Sex (Fernsehserie, 21 Folgen)
- 2014: Tumbledown
- 2015: Underdog Kids
- 2016–2017: Bloodline (Fernsehserie, 12 Folgen)
- 2017: Zwischen zwei Leben – The Mountain Between Us (The Mountain Between Us)
- 2018: Homeland (Fernsehserie, 4 Folgen)
- 2018: Galveston – Die Hölle ist ein Paradies (Galveston)
- 2018: All About Nina
- 2018–2019: Greenleaf (Fernsehserie, 4 Folgen)
- 2019: Goliath (Fernsehserie, 5 Folgen)
- 2019: Supervized
- 2020: One Night in Miami
- 2022: Dreamin’ Wild – Ein Leben für die Musik (Dreamin’ Wild)
- 2022: End of the Road
- 2023: Eine Frage der Chemie (Lessons in Chemistry, Miniserie, 3 Folgen)
- 2024: The Neon Highway
- 2024: Desert Road
- 2024–2025: Matlock (Fernsehserie, 9 Folgen)